# Flughafen Qingdao-Liuting

i7
i11
i13
Der Qingdao Liuting International Flughafen (chinesisch 青島流停國際機場 / 青岛流亭国际机场, Pinyin Qīngdǎo Liútíng Guójì Jīchǎng, englisch Qingdao Liuting International Airport, IATA-Code: TAO, ICAO-Code: ZSQD) befindet sich in Qingdao, in der Provinz Shandong von Volksrepublik China. Der Flughafen wird vorrangig für nationale Verbindungen genutzt, international werden beispielsweise Australien, Deutschland, Großbritannien, Hongkong, Indien, Indonesien, Japan, Kanada, Macao, Malaysia, Mongolei, Russland, Singapur, Südkorea, Taiwan, Thailand, USA und Vietnam angeflogen. Gegenwärtig fliegt die Lufthansa ab Frankfurt am Main Qingdao und Shenyang direkt an. Diese neue Flugverbindung der Lufthansa ab Frankfurt am Main Qingdao anzufliegen, damals noch via Shenyang, fand erstmals am 26. März 2012 statt. Der Flughafen Qingdao-Liuting ist Heimatbasis und Drehkreuz für Qingdao Airlines, Shandong Airlines und China Eastern Airlines.(Stand Anfang 2019)

## Zwischenfälle
- Am 5. Januar 1947 wurde eine Curtiss C-46 Commando der China National Aviation Corporation (CNAC) (Luftfahrzeugkennzeichen XT-T51/121) im Anflug auf den Flughafen Qingdao-Liuting westlich davon gegen einen Berg geflogen. Bei diesem CFIT (Controlled flight into terrain) wurden alle 43 Insassen getötet, fünf Besatzungsmitglieder und 38 Passagiere.[7]

- Am 2. Mai 1947 wurde eine Curtiss C-46/R5C-1 Commando des United States Marine Corps (USMC) (43-47033) auf dem Flughafen Qingdao-Liuting irreparabel beschädigt, als es am Boden zu einer Kollision mit einer Vought F4U-4 „Corsair“ kam. Es gab keine Todesfälle.[8]

- Am 4. Juli 1947 wurde eine Curtiss C-46/R5C-1 Commando des United States Marine Corps (USMC) (Bu 50717) bei einem Landeunfall auf dem Flughafen Qingdao-Liuting irreparabel beschädigt. Es gab keine Todesfälle.[9]

- Am 5. April 1948 machte eine Curtiss C-46/R5C-1 Commando des United States Marine Corps (USMC) (Bu 39550) nach einem Triebwerksausfall 29 Kilometer westlich des Flughafens Qingdao-Liuting eine Notlandung in einem schlammigen Gebiet. Alle vier Insassen überlebten den Unfall und wurden von chinesischen Kräften gefangen genommen.[10]